# Ceriantheopsis
Ceriantheopsis is een geslacht van neteldieren uit de klasse van de Anthozoa (bloemdieren).

## Soorten
- Ceriantheopsis americanus (Agassiz in Verrill, 1864)
- Ceriantheopsis austroafricanus Molodtsova, Griffiths & Acuña, 2011
- Ceriantheopsis nikitai Molodtsova, 2001